# Bitikleite
La bitikleite (simbolo IMA: Bkl) è un minerale e un ossido molto raro del supergruppo del granato e del gruppo della bitikleite con la composizione idealizzata Ca3SbSnAl3O12.

## Etimologia e storia
Già negli anni '70, i granati contenenti stagno, tra cui la dzhuluite (Ca3Sb5+Sn4+Fe3+3O12) che è l'analogo del ferro della bitikleite, sono stati sintetizzati e studiati.
In natura, la bitikleite-(SnAl) è stata descritta da Irina O. Galuskina e collaboratori e riconosciuta come un nuovo minerale dall'Associazione Mineralogica Internazionale (IMA) nel 2009. Prende il nome dalla storica fortezza di Bitikle, che si trovava non lontano dal luogo della scoperta. Al nuovo minerale venne assegnato il nome di bitikleite-(SnAl) poi cambiato nell'attuale perché la nuova nomenclatura non prevede l'uso dei suffissi per le specie del supergruppo del granato. Pertanto nel 2013, quando il supergruppo del granato è stato riorganizzato, il minerale è stato ribattezzato bitikleite.

## Classificazione
L'attuale classificazione dell'IMA attribuisce la bitikleite al supergruppo del granato, dove forma il gruppo della bitikleite con 9 cariche positive sulla posizione reticolare coordinata tetraedrica insieme a dzhuluite, usturite ed elbrusite.
La 9ª edizione della sistematica dei minerali di Strunz, valida dal 2001, non elenca la bitikleite. Sebbene la bitikleite non sia un silicato sarebbe, come la katoite, collocata nel "gruppo del granato" con il sistema nº 9.AD.25 nella classe "9. Silicati (germanati)" e da lì nella sottoclasse "9.A Nesosilicati"; questa è ulteriormente suddivisa in modo che il minerale dovrebbe trovarsi, per via della sua struttura, nella sottosezione "9.AD Nesosilicati senza anioni aggiuntivi; cationi in coordinazione [6] e/o maggiore".

## Chimica
La bitikleite è l'analogo dell'alluminio della dzhuluite e forma cristalli misti complessi, principalmente con toturite e dzhuluite. I cristalli sono spesso suddivisi in zone con un nucleo ricco di kimzeyite. La composizione misurata dalla località tipo è:
- {\displaystyle \mathrm {^{[X]}(Ca_{3,029}Mn_{0,003}^{2+}Sr_{0,001})^{[Y]}(Sb_{1,075}^{5+}Sn_{0,740}^{4+}Ti_{0,095}^{4+}Mg_{0,037}Zr_{0,015}^{4+}Nb_{0,004}^{5+}Cr_{0,002}^{3+}U_{0,001}^{6+})^{[Z]}(Al_{1,530}Fe_{1,206}^{3+}Ti_{0,128}^{4+}Fe_{0,104}^{2+}Si_{0,031}V_{0,001}^{5+})} }

## Abito cristallino
La bitikleite cristallizza con sistema cubico nel gruppo spaziale Ia3d (gruppo nº 230) e col parametro del reticolo a = 12,5240 Å e 8 unità di formula per cella unitaria.
La struttura è quella del granato. Il calcio (Ca2+) occupa le posizioni {\displaystyle {\ce {X}}}, che sono dodecaedriche circondate da 8 ioni ossigeno, l'antimonio (Sb5+) e lo stagno (Sn2+) occupano la posizione {\displaystyle {\ce {Y}}}, che è ottaedrica circondata da 6 ossigeni, e la posizione {\displaystyle {\ce {Z}}}, che è tetraedrica circondata da 4 ossigeni, è occupata dall'alluminio (Al3+).

## Origine e giacitura
La bitikleite è stata rilevata solo nella sua località tipo, uno xenolite silicato calcareo proveniente da un'ignimbrite del monte Lakargi, nella caldera di Chegem nel Circondario federale del Caucaso Settentrionale nella Repubblica di Cabardino-Balcaria in Russia.
Si è formata qui a temperature superiori a 800 °C e a bassa pressione nella zona cuspidina-fluorite degli skarn di silicato di calcio al contatto con l'ignimbrite. La bitikleite si trova qui associata a cuspidina, fluorite, wadalite, rondorfite, bultfonteinite, lakargiite, tazheranite, toturite, kimzeyite, fluorellestadite, hydroxylellestadite, minerali del gruppo dell'ettringite, perovskite, magnesioferrite, afwillite, hillebrandite e altri idrosilicati di calcio. È spesso incrostato da idrogrossularia contenente fluoro.

## Forma in cui si presenta in natura
I cristalli hanno una dimensione massima di 50 μm ricoperti di hibschite e sono suddivisi in zone con nuclei ricchi di kimzeyite.